# Сборная Болгарии по кёрлингу на колясках
Смешанная сборная Болгарии по кёрлингу на колясках — национальная сборная команда (в которую могут входить как мужчины, так и женщины), представляет Болгарию на международных соревнованиях по кёрлингу на колясках. Управляющей организацией выступает Ассоциация кёрлинга Болгарии (болг. Българската aсоциация на кърлинг, англ. Bulgarian Curling Association).

## Результаты выступлений

### Чемпионаты мира
| Год       | И              | В              | П              | Место          | Состав                                                                        |
| --------- | -------------- | -------------- | -------------- | -------------- | ----------------------------------------------------------------------------- |
| 2002      | 8              | 2              | 6              | 7              | Svetozar Kirov (скип), Ivan Shopov, Parakev Arsenov, Neli Sabeva              |
| 2004      | 7              | 3              | 4              | 10             | Ivan Shopov (скип), Pavel Savov, Svetozar Kirov, Neli Sabeva, Rumen Panayotov |
| 2005      | 8              | 2              | 6              | 12             | Ivan Shopov (скип), Svetozar Kirov, Rumen Panayotov, Neli Sabeva, Stela Eneva |
| 2007-2015 | не участвовали | не участвовали | не участвовали | не участвовали | не участвовали                                                                |

(данные отсюда:)

### Квалификационные турниры на чемпионаты мира
| Год     | И | В | П | Место | Состав                                                                           |
| ------- | - | - | - | ----- | -------------------------------------------------------------------------------- |
| 2006/07 | 8 | 2 | 6 | 7     | Ivan Shopov (скип), Rumen Panayotov, Svetozar Kirov, Neli Sabeva, Petio Zabersky |
| 2014/15 | 5 | 0 | 5 | 11    | Ivan Shopov (скип), Svetozar Kirov, Pavel Savov, Joanna Koldova, Neli Sabeva     |

(данные отсюда:)